# Gambusia amistadensis
Gambusia amistadensis — вид прісноводних живородних коропозубоподібних риб родини Пецилієвих (Poeciliidae).

## Поширення та вимирання
Рибка була поширена лише у невеликій річці Гуденудж (Goodenough) притоці Ріо-Гранде у штаті Техас, США. Цей вид вимер у природі у 1968 році після будівництва Амістадського водосховища. Дві популяції існували в неволі у Техаському університеті (University of Texas System) та у Національному рибному розпліднику Декстер у штаті Нью-Мексико. Ці популяції зникли до 1987 року внаслідок гібридизації та хижацтва.